# 楊華 (南北朝)
楊華（？—540年代），原名楊白花，武都郡仇池人，南北朝南梁官員。
楊華是北魏將領楊大眼的兒子，年少就膽量氣力，樣子也雄偉，胡太后因此強逼與他私通，他害怕惹禍，就在父親去世後帶著部下投降南梁。胡太后很想念楊華，就寫下《楊白華歌辭》，命令宮人日夜演奏，歌詞十分悽惋。之後他在梁朝跟隨征討，累積戰功，歷任太僕卿、太子左衛率，封益陽縣侯。太清年間侯景作亂，楊華堅守志向和節操，但妻子被侯景軍隊擒獲，於是投降，之後去世。

## 引用
1. 1 2  《梁書·卷三十九·列傳第三十三》：華，武都仇池人也。父大眼，爲魏名將。華少有勇力，容貌雄偉，魏胡太后逼通之，華懼及禍，乃率其部曲來降。胡太后追思之不能已，爲作《楊白華歌辭》，使宮人晝夜連臂蹋足歌之，辭甚悽惋焉。
2. 1 2  《南史·卷六十三·列傳第五十三》：時復有楊華者，能作驚軍騎，亦一時妙捷，帝深賞之。華本名白花，武都仇池人。父大眼為魏名將。華少有勇力，容貌瑰偉，魏胡太后逼幸之。華懼禍，及大眼死，擁部曲，載父屍，改名華，來降。胡太后追思不已，為作楊白花歌辭，使宮人晝夜連臂蹋蹄歌之，聲甚淒斷。
3. ↑  《梁書·卷五十·列傳第四十四》：楊華後累征伐，有戰功，歷官太僕卿，太子左衛率，封益陽縣侯。太清中，侯景亂，華欲立志節，妻子爲賊所擒，遂降之，卒於賊。
4. ↑  《南史·卷六十三·列傳第五十三》：華後位太子左衛率，卒于侯景軍中。